# Pastricciola
Pastricciola é uma comuna francesa na região administrativa de Córsega, no departamento de Córsega do Sul. Estende-se por uma área de 46,32 km². 